# Rachid Belaziz
Rachid Belaziz (arabe : رشيد بلعزيز), né le 2 novembre 1967, est un lutteur marocain.

## Carrière
Dans la catégorie des plus de 100 kg en lutte gréco-romaine, Rachid Belaziz est médaillé d'argent aux championnats d'Afrique 1990 à Casablanca et médaillé de bronze aux championnats d'Afrique 1992 à Safi. 
En 1996, il obtient une médaille d'argent en lutte gréco-romaine en moins de 130 kg aux championnats d'Afrique à El Menzah puis dispute le tournoi de lutte gréco-romaine des Jeux olympiques à Atlanta, terminant 17e en plus de 100 kg.